# Alcyonium echinatum
Alcyonium echinatum är en korallart som beskrevs av Tixier-Durivault 1970. Alcyonium echinatum ingår i släktet Alcyonium och familjen läderkoraller. Inga underarter finns listade i Catalogue of Life.